# Беляная Гора
Беляная Гора — посёлок в Рузском городском округе Московской области России. Население — 1101 чел. (2010).
В 1966 году в 12 км от районного центра — города Рузы — на автостраде Руза — Осташёво на берегу Рузского водохранилища был построен посёлок Беляная Гора, где разместилась центральная усадьба совхоза «Вперёд» (в дальнейшем переименованного в «Им. Л. М. Доватора»). До 2006 года Беляная Гора была центром Ивановского сельского округа, с 2006 до 2017 года — административным центром сельского поселения Ивановское Рузского района.
До сих пор существует много версий происхождения названия посёлка. Одна из них гласит, что название он получил по местности. Река Руза протекала недалеко от подножия горы, уходя в широкую низменную часть лугов, которые, переходя в возвышенность, теперь образуют водохранилище. Гора, на которой стоит посёлок, издалека казалась белёсой, беляной из-за большого содержания белого камня, который проступал на её склонах. Поэтому местные жители прозвали её Беляной горой.

## Население
| 2002 | 2006 | 2010  |
| ---- | ---- | ----- |
| 1018 | ↘973 | ↗1101 |